# 23 juillet 2011
Le samedi 23 juillet est le 204e jour de l'année 2011.

## Décès
- Toyoo Ashida, Réalisateur japonais de mangas (Ken le Survivant)[1].
- Mathilde Aussant, Doyenne des Français (du 4 novembre 2010 au 23 juillet 2011)[2].
- Robert Ettinger, Scientifique américain, père-fondateur de la cryogénisation au décès[3].
- Paul Louka, Artiste belge, auteur-compositeur-interprète, acteur, écrivain, peintre[4].
- Christopher Mayer (en), Acteur américain[5].
- John Shalikashvili, Général américain, né polonais, chef d'état-major des armées des États-Unis (1993 - 1997)[6].
- Amy Winehouse, Chanteuse britannique[7].

## Événements
- Deux TGV se percutent et déraillent près de Wenzhou, en Chine, ce qui entraîne la mort de 36 personnes.
- Fête nationale égyptienne malgré un contexte politique tendu.
- Steven Spielberg annonce au San Diego Comic-Con qu'il réalisera un quatrième volet de Jurassic Park.
- Début du championnat européen de go à Bordeaux.
- Coup d'envoi des Tri-Nations 2011.
- La chanteuse britannique Amy Winehouse meurt à l’âge de 27 ans (ivresse).
- Le 96e congrès mondial d'espéranto s’ouvre à Copenhague, jusqu’au 30 juillet. Il est suivi par des participants venus de 66 pays a pour thème « Dialogue et intercompréhension ».